# Amsteldiepdijk
Amsteldiepdijk je hráz v Nizozemsku (přesněji v provincii Severní Holandsko), která spojuje obec Van Ewijcksluis s bývalým ostrovem Wieringen. Hráz o délce 2,5 km byla dokončena v roce 1924 jako první z rozsáhlého projektu Zuiderzeewerken a byla trasována v nejužším místě bývalého průlivu Amsteldiep, který spojoval Waddenzee a Zuiderzee. Vznikla jako zkušební testovací hráz, na které se zkoumaly pracovní postupy a celková technologie výstavby, které se následně použily při výstavbě mnohem větší hráze Afsluitdijk. Tyto dvě hráze oddělily od Severního moře záliv Zuiderzee, ze kterého se stalo sladkovodní jezero IJsselmeer. Realizací polderu Wieringermeer vzniklo mezi hrází a samotným polderem jezero Amstelmeer o rozloze 7 km².